# Thomas Alan Stephenson
Thomas Alan Stephenson (* 19. Januar 1898 in Burnham-on-Sea; † 3. April 1961) war ein britischer Zoologe, Spezialist für Seeanemonen, sowie Orchideeologe wie sein Vater.
Stephenson wurde von seinem Vater Rev. Thomas Stephenson (1855–1948), einem evangelischen Pfarrer und Amateur-Botaniker und Orchideeologen, für Naturgeschichte interessiert und studierte am University College in Aberystwyth. Dort wurde er (obwohl er seine akademische Ausbildung wegen Krankheit 1915 abbrechen musste) Mitglied der zoologischen Fakultät und 1940 Professor für Zoologie. Aufgrund seiner veröffentlichten Arbeiten erhielt er später einen Doktortitel. 
Er war 1922 bis 1930 Lecturer in Zoologie am University College London und 1930 bis 1940 Professor an der Universität Kapstadt.
1928/29 nahm er an der Great Barrier Reed Expedition des Natural History Museum teil und schrieb den Abschnitt über australische Korallen im Abschlussbericht. 1947/48 bereiste er die Atlantik- und Pazifikküste Nordamerikas und 1952 die Bermudas. Für seine Bücher benutzte er eigene Zeichnungen.
Er wurde 1951 Fellow der Royal Society.
1922 heiratete er Anne Wood, mit der er auch wissenschaftlich zusammenarbeitete.

## Schriften
- The British Sea Anemones, 2 Bände, Ray Society 1928, 1935